# International Chemical Identifier
El IUPAC International Chemical Identifier (InChI) es un identificador de sustancias químicas, diseñado para proporcionar una forma estándar y legible de codificar la información molecular y para facilitar la búsqueda de información en bases de datos y en la web. Desarrollado inicialmente por IUPAC y NIST durante 2000–2005, el formato y algoritmos no son de propiedad y el software está disponible gratuitamente bajo la licencia LGPL. El desarrollo continuo del estándar ha sido apoyado desde 2010 por la organización sin fines de lucro InChI Trust, del cual la IUPAC es un miembro. La versión actual es 1.04 y fue liberada en septiembre de 2011.

## Ejemplos
| CH3CH2OH etanol   | InChI=1/C2H6O/c1-2-3/h3H,2H2,1H3 InChI=1S/C2H6O/c1-2-3/h3H,2H2,1H3 (InChI estándar)                                                                                      |
| L-ácido ascórbico | InChI=1/C6H8O6/c7-1-2(8)5-3(9)4(10)6(11)12-5/h2,5,7-10H,1H2/t2-,5+/m0/s1 InChI=1S/C6H8O6/c7-1-2(8)5-3(9)4(10)6(11)12-5/h2,5,7-8,10-11H,1H2/t2-,5+/m0/s1 (InChI estándar) |